# Marc-Antoine Charpentier
Marc-Antoine Charpentier (Párizs, 1643 – Párizs, 1704. február 24.) francia barokk zeneszerző. Lully mellett a francia középbarokk zeneművészet másik kimagasló alkotója. Koranak jó nevű haute-contre-énekese is volt.

## Élete
1643-ban Párizs közelében született. Apja írnok volt, és jó kapcsolatokat ápolt a párizsi előkelőségekkel. Ennek köszönhetően fia a jezsuitáknál kiváló oktatásban részesült, majd jogi tanulmányokba kezdett Párizsban. 18 éves korában utazott Itáliába, egyes feltételezések szerint először festészetet akart tanulni, de Rómában Giacomo Carissimi hatása alá került, és érdeklődése a zeneművészet felé fordult. Három évig volt a tanítványa, megismerte a korabeli olasz mestereket, és volt alkalma tanulmányozni zeneművészetüket. Párizsba visszatérve sok zenei kéziratot vitt magával. 
Párizsban Lotaringiai Mária szolgálatába lépett. Jean-Baptiste Lully ekkoriban került konfliktusba Molière-rel, aki megszakította alkotói együttműködését a zeneszerzővel, és Charpentier-t kérte fel, hogy komponáljon kísérőzenét legújabb művéhez. Végül az ő és más szerzők darabjainak is elkészítette a zenés betéteit Molière színháza számára, ezek közül a két legjelentősebb:  a Le Mariage forcé H.494 (1672) és a Le Malade imaginaire H.495 (1673). Charpentier Molière halála után is, egészen 1685-ig komponált a Théâtre Français-nek. A drámákhoz írt kísérőzenék mellett ekkoriban főleg pasztorális kamaraoperákat komponált: Orphée H.488 & H.471, Actéon H.481, Les arts florissants H.487. Közben elfogadta a zenemesteri állást a jezsuiták párizsi Szent Lajos-templomában. Spirituális tragédiákat, oratorikus műveket, szertartászenét komponált a rend számára. 
Kinevezték az orleans-i herceg zenetanárává és zeneszerzőjévé, ezalatt főleg az egyházi zenének és az elméleti műveknek (pl. Règles de composition et abrégé des règles pour l’accompagnement) szentelte idejét. 1688-ban meghalt Lotaringiai Mária. Ezután még tíz évig maradt a jezsuiták szolgálatában, majd 1698-ban kinevezték a Sainte-Chapelle kapellmeisterévé. Ezt az állást haláláig betöltötte. 1704. február 24-én Párizsban hunyt el. Halála után a Királyi Könyvtár számára elkobozták a Sainte Chapelle zenemestereként írt művei kéziratát. Többi művének partitúráját 1727-ben családja adta el a Királyi Könyvtárnak. 
Művei halála után kétszáz évig feledésbe merültek, majd az 1900-as évek elején néhány francia zenész felfedezte  műveit, és elkezdték játszani őket. A második világháború után megjelent az első Charpentier-monográfia. Ezután egyre nagyobb számban jelentek meg zenéjével foglalkozó írások. A William Christie által az 1970-es évek végén létrehozott, régi zenét játszó Les Arts Florissants zenekar sokat tett Charpentier zenéjének megismertetéséért. Később Párizsban megalakult a Société Marc-Antoine Charpentier, s azóta több darabját előadták és felvételen is rögzítették. Actéon című darabját 2007-ben a Miskolci Nemzetközi Operafesztiválon is előadták, a Thália Színház pedig Három bibliai történetét tűzte műsorára.

## Munkássága
Korának egyik legnagyobb egyházzene szerzője, tizenkét miséje a 17. századi francia zeneművészet egy szerzőtől származó terjedelmes misetermése. Művészetére nagy hatást gyakoroltak az itáliai mesterek, főleg egykori tanára, Giacomo Carissimi munkái. Zenéjében sikeresen ötvözte a francia és az olasz barokk stílusjegyeit, francia létére olykor olasz nyelvű szövegeket is megzenésített. 
Miséi vokális szólamában sajátosan váltakoznak a tuttik és a szólók. Sajátos a mise egyes részeinek elhagyása, ezeket orgonaimprovizációkkal pótolta. Különlegességnek számít az egyetlen szólamra komponált Messe pour le Port-Royal című darab. Miséi mellett mintegy harminc oratóriumát találták meg kéziratai között. A szerző életművének súlypontját alkotják, de a francia zenei életben elszigetelten állnak, nem teremtenek hagyományt, újfajta oratóriumformát. Carissimi zenei nyelvét sikeresen kötik össze a francia opera és motetta stílusával. Charpentier a Historia scarae, a Cantica és a Dialoghi műfaj megjelölésekkel él. A Históriák nagyszabású alkotások (együttesek, szólók, kórusok) és Carissimi műveinél gazdagabban hangszereltek. A Canticák és Dialogusok kevesebb előadót igényelnek.
Egyházzenei művei mellett jelentősek színpadi művei is, amelyeknek nagy része sajnos elkallódott. Molière-rel közösen írt darabjai életművének kevésbé igényes alkotásai, de a Le Mariage forcé és a Le Malade imaginaire így is jelentős darabok. A Lully-féle monopólium miatt béklyókba szorítottan kényszerült komponálni: a zenekar és az énekesek száma is korlátozott. Ennek ellenére mégis sikerült egy rendkívül gazdag operai életművet is létrehoznia, az ötfelvonásos Médée Lully és Rameau darabjai mellett a francia barokk operairodalom legjobb alkotása. Charpentier dallamosságával, a harmonizáció, a szólamok kidolgozottságával, hangszerelésével messzemenően megelőzi kortársait.
A Te Deum című motettájának kezdő taktusait az Európai Műsorsugárzók Uniója hivatalos szignáljának választották, többek között az Eurovíziós Dalfesztiválok közvetítései előtt is ez hallható.

## Művei

### Operák
- Les Amours d'Acis et de Galatée (elveszett) Jean de La Fontaine (1678)
- Les Arts florissants H.487(1685–1686)
- La Descente d'Orphée aux enfers H.488 (1686–1687)
- Philomèle (elveszett) (?)
- Médée H.491 (1693–1694)
- David et Jonathas H.490 (1688)
- Artaxerse (elveszett) (?)
- La Dori e Oronte (elveszett) (?)
- Celse Martyr (elveszett) (1687)

### Pasztorálok
- Actéon, H.481 (1684)
- La Couronne de fleurs, H.486 (1685)
- La Fête de Ruel, H.485 (1685)
- Il faut rire et chanter: la dispute des bergers H.484 (1685)
- Pastoraletta "Amor vince ogni cosa" H.492
- Pastoraletta italiana "Cupido perfido dentral mio cor " H.493
- Petite pastorale Eglogue de Bergers H.479
- Les Plaisirs de Versailles H.480 (1680)
- Le Retour du printemps (elveszett) (?)
- Jugement de Pan = H.479 (?)

### Zenés jelenetek
- Circé H.496 (1675)
- Andromède H.504 (1682)

### Kísérőzenék és betétdarabok komédiákhoz
- Idylle sur le retour de la santé du roi H.489 (1686–1687)
- La Comtesse d'Escarbagnas H.494 I (1672) Molière
- Intermèdes nouveaux du Mariage forcé H. 494 ii (1672)
- Le Médecin malgré lui (1672) Molière
- Les Fâcheux (1672) Molière
- L'Inconnu (elveszett)1675)
- Ouverture du prologue de L'Inconnu H.499 Thomas Corneille & Donneau de Visé
- Vénus et d'Adonis H.507 (1685)
- Psyché (1684) Molière, Quinault, Pierre Corneille

### Balettkomédiák
- Le Mariage forcé H.494 II (1672) Molière
- Le Malade imaginaire H.495, H.495a, H.495b (1673) Molière
- Le Sicilien ou l'Amour peintre H.497 (1679) Molière

### Kantàtàk
- Orphée descendant aux enfers H.471
- Epitalamio in Lode dell'Altezza Serenissima Elettorale di Massimiliano Emanuel Duca di Baviera... H.473
- Epitaphium Carpentarii H.474
- Catate française de Mr Charpentier H.478
- Le Roi d'Assyrie mourant (elveszett)

### Interludes
- Le Triomphe des dames (elveszett) (1676)
- La Pierre philosophale H.501 (1681)
- Endymion H.502 (1681)

### Zenekari darabok
- Noëls pour les instruments H.531
- Noëls sur les instruments H.534
- 12 Préludes H.510, H.511, H.511, H.520, H.521, H.527, H.528, H.530, H.533, H.535, H.538, H.539
- 4 Ouvertures H.524, H.536, H.537, H.540
- Sonate H.548
- Concert pour quatre parties de violes H.545
- Messe pour plusieurs instruments au lieu des orgues H.513
- Caprice pour 3 violons H.542
- Pièces de violes H.543
- 2 airs de trompettes H.547
- Trio de Mr Charpentier H.548 bis
- Menuet de Strasbourg H.549 bis
- Menuet de Mr Charpentier & Menuet en suite H.548 ter
- Symphonies (elveszett)
- 2 Symphonies pour un reposoir H.509 & H.515

### Egyházzene
- 4 Miserere H.157, H.173, H.219, H.193
- 10 Magnificat H.72 - H.81
- 37 Antifónák H.16 - H.52
- 48 Emelkedések H.233 - H.280
- Pour le Saint sacrement H.270, H.271
- Pour le saint sacrement au reposoir – H.346
- Pour la seconde fois que le saint sacrement vient au même reposoir – H.372
- 19 Himnuszok H.53 - H.71
- 11 tömeg H.1 - H.11
- 4 Motetták (Te Deum) H.145, H.146, H.147, H.148
- Motet pour une longue offrande (régi cim Motet pour l'offertoire de la messe rouge) – H.434
- 35 Oratóriumok H.391 - H.425
- 24 Zsoltárok Leçons des Ténèbres H.91 - H.110, H.120 - H.125, H.135 - H.143
- Les 9 répons pour le mercredi saint – H.111 – H.119

## Fordítás
- Ez a szócikk részben vagy egészben  a   Marc-Antoine Charpentier című francia Wikipédia-szócikk ezen változatának fordításán alapul.  Az eredeti cikk szerkesztőit annak laptörténete sorolja fel. Ez a jelzés csupán a megfogalmazás eredetét és a szerzői jogokat jelzi, nem szolgál a cikkben szereplő információk forrásmegjelöléseként.
- Ez a szócikk részben vagy egészben  a   Marc-Antoine Charpentier című angol Wikipédia-szócikk ezen változatának fordításán alapul.  Az eredeti cikk szerkesztőit annak laptörténete sorolja fel. Ez a jelzés csupán a megfogalmazás eredetét és a szerzői jogokat jelzi, nem szolgál a cikkben szereplő információk forrásmegjelöléseként.